# 博理察
博理察，蒙古帝国将领，《新元史》作塔里察，蒙古斡剌纳儿氏。
博理察的父亲启昔礼，是蒙古开国功臣（千户）第56位。博理察在窝阔台時跟随拖雷从南宋借道攻金朝河南，取汴州，又跟随塔察儿破蔡州，滅金，以功賜順德為食邑。他的儿子囊加台，跟随蒙哥伐南宋蜀地，在軍中去世。囊加台的儿子是元成宗时的丞相哈剌哈孙。